# Samantha Mathis
Samantha Mathis (Nova Iorque, 12 de maio de 1970) é uma atriz estadunidense. Filha da também atriz Bibi Besch, Mathis estrelou em seu primeiro filme em Pump Up the Volume em 1990.

## Filmografia
- Aaron's Way: The Harvest (1988) (TV) .... Roseanne Miller
- Aaron's Way (14 episódios, 1988) .... Roseanne Miller
- Knightwatch (6 episódios, "Knights of the City", "Friday Knight", "Codes", "Lost Weekend", "Cops: Part 1" and "Cops: Part 2", 1988-1989) .... Jacqueline "Jake" Monroe
- Forbidden Sun (1989) .... Paula
- Cold Sassy Tree (1989) (TV) .... Lightfoot McClendon
- CBS Summer Playhouse (1 episódio, "American Nuclear", 1989) .... Mary Dunne
- Pump Up the Volume (1990) .... Nora Diniro
- Extreme Close-Up (1990) (TV) .... Laura
- 83 Hours 'Til Dawn (1990) (TV) .... Julie Burdock
- To My Daughter (1990) (TV) .... Anne Carlston
- This Is My Life (1992) .... Erica Ingels
- FernGully: The Last Rainforest (1992) .... Crysta
- The Music of Chance (1993) .... Tiffany
- Super Mario Bros. (1993) .... Princesa Daisy
- The Thing Called Love (1993) .... Miranda Presley
- Little Women (1994) .... Older Amy March
- Jack and Sarah (1995) .... Amy
- How to Make an American Quilt (1995) .... Young Sophia Darling Richards
- The American President (1995) .... Janie Basdin
- Broken Arrow (1996) .... Terry Carmichael
- Museum of Love (1996) .... Stephanie
- Waiting for Woody (1998) .... Gail Silver
- Sweet Jane (1998) .... Jane
- Freak City (1999) (TV) .... Ruth Ellison
- The Outer Limits (1 episódio, "The Shroud", 1999) .... Marie Wells
- Harsh Realm (4 episódios, "Pilot", "Leviathan", "Inga Fossa" e "Reunion", 1999-2000) .... Sophie Green
- The Simian Line (2000) .... Mae
- American Psycho (2000) .... Courtney Rawlinson
- Mermaid (2000) (TV) .... Rhonda
- Attraction (2000) .... Corey
- First Years (1 episódio, "There's No Place Like Homo", 2001) .... Anna Weller
- Night Visions (1 episódio, "The Bokor", 2001) .... Diane Barnes
- As Brumas de Avalon (2001) (TV mini-series) .... Gwenhwyfar
- Becoming Glen (2002) (TV) ....
- PBS Hollywood Presents (1 episódio, "Collected Stories", 2002) .... Lisa Morrison
- Collected Stories (2002) (TV) .... Lisa Morrison
- The Twilight Zone (1 episódio, "Into the Light", 2003) .... Rachel
- Law & Order: Special Victims Unit (1 episódio, "Control", 2003) .... Hilary Barclay
- The Punisher (2004) .... Maria Castle
- 'Salem's Lot (2004) (TV) .... Susan Norton
- Fathers and Sons (2005) .... Jenny
- Kids in America (2005) .... Jennifer Rose
- Touched (2005) .... Jeannie Bates
- Law & Order: Criminal Intent (1 episódio, "Saving Face", 2005) .... Dr. Christine Ansel
- Secrets of a Small Town (1 episódio, "Pilot", 2006) .... Samantha Steele
- Believe in Me (2006) .... Jean Driscoll
- House MD (1 episódio, "Clueless", 2006) .... Maria Palko
- Local Color (2006) .... Carla
- Nightmares and Dreamscapes: From the Stories of Stephen King (2006) (minissérie de TV) .... Karen Evans
- Absolution (2006) (TV) .... Bettina Lloyd
- A Stranger's Heart (2007) (TV) .... Callie Morgan
- Lost (1 episódio, "The Man Behind the Curtain", 2007) .... Olivia the Teacher
- Oprah Winfrey Presents: Mitch Albom's For One More Day (2007) (TV) .... Young Pauline "Posey" Benetto
- Grey's Anatomy (2009) (série de TV) .... Melinda Prescott
- Order of Chaos (2009) .... Jennifer
- The New Daughter (2009) .... Cassandra
- Lebanon (2009) .... Vicki
- Buried (2010) .... Voz
- Order of Chaos (2010) .... Jennifer
- Good Day for It (2011) .... Sarah Bryant
- Camilla Dickinson (2012) ....  Rose Dickinson
- Under the Dome (2013) .... Alice Calvert